# Pavonis Fossae
Le Pavonis Fossae sono una struttura geologica della superficie di Marte.